# Rosdi Talib
Rosdi Talib (ur. 11 stycznia 1976 w Terengganu) – malezyjski piłkarz grający na pozycji obrońcy.

## Kariera klubowa
Karierę piłkarską Talib rozpoczął w klubie Terengganu FA. W 1997 roku zadebiutował w jego barwach w pierwszej lidze malezyjskiej. Grał w nim w latach 1997-2002. W tym okresie wywalczył mistrzostwo (1998) i wicemistrzostwo kraju (2001) oraz zdobył Puchar Malezyjskiej Federacji Piłkarskiej (2000), Puchar Malezji (2001) i Tarczę Dobroczynności (2001).
W 2003 roku Talib odszedł do innego pierwszoligowca, Pahang FA. Występował w nim w latach 2003-2008. Wywalczył z nim mistrzostwo Malezji w 2004 roku i Puchar Federacji w 2006 roku. W 2009 roku podpisał kontrakt z PBDKT T-Team FC z miasta Terengganu. Następnie grał w Terengganu FA i PBAPP FC.

## Kariera reprezentacyjna
W reprezentacji Malezji Talib zadebiutował w 2000 roku. W 2007 roku został powołany do kadry na Puchar Azji 2007. Tam rozegrał 3 spotkania: z Chinami (1:5), z Uzbekistanem (0:5) i z Iranem (0:2).